# Surattha albipunctella
Surattha albipunctella là một loài bướm đêm trong họ Crambidae.